# Upplands runinskrifter 1030
Upplands runinskrifter 1030 är en försvunnen vikingatida runsten i Björnhammar, Lena socken och Uppsala kommun. Stenens höjd har varit omkring 1,85 meter och bredden cirka 1 meter. Inskriften har varit svårtydd och det första namnet på ristningen kan inte identifieras.

## Inskriften
Translitterering av runraden:
[-ami-turu · lit kira marka| |at · irmunt sun sin kaeri]
Normalisering till runsvenska:
''-ami-turu let gæra mærki at Ærnmund, sun sinn kaeri.
Översättning till nusvenska:
-ami-turu lät göra minnesmärket efter Ärnmund, sin son ...